# Belorhaphe

Belorhaphe Fuchs, 1895 es un paragénero de icnofósiles del grupo de los grafoglíptidos presente  en rocas sedimentarias de facies marina profunda de los periodos Ordovícico a Oligoceno. 
Este rastro fósil se presenta como hiporelieves convexos de trazas tubulares de grosor constante de entre 1 y 3 milímetros. Presenta dos órdenes de organización meandriforme que no siempre se observan en un mismo espécimen. Ambos órdenes son trazados en zigzag paralelos al sustrato, el primero de pequeña amplitud y perfil triangular y el segundo de mayor y que raramente se conserva. Usualmente el primer orden de organización puede presentar pequeñas protuberancias en las zonas donde la traza cambia de dirección que se interpreta como tubos oblicuos o perpendiculares al sustrato. Las diferentes icnoespecies reconocidas, Belorhaphe zickzack Heer, Belorhaphe fabregae Azpeitia o  Belorhaphe psesuapse Grossheim suelen diferenciarse por el grosor de los tubos cilíndricos que forman los fósiles aunque muchos autores refieren que todas ellas son variaciones de una misma traza debidas al comportamiento del organismo productor.
El icnofósil Belorhaphe suele interpretarse con galerías tridimensionales de alimentación de tipo fodinichnia,  pistas que se producirían durante el desplazamiento de un organismo desconocido, quizás un poliqueto en busca de alimento. Algunos autores citan la posibilidad de que se trate de galería de tipo Agrichnia. De ser así estas galerías funcionarían como trampas donde organismos unicelulares formarían colonias aprovechando unas condiciones ambientales favorables.